# John Gerrard Keulemans
John Gerrard Keulemans (8. června 1842 Rotterdam – 29. března 1912 Redbridge) byl nizozemský ilustrátor ptáků. Většinu života strávil v Anglii. Ilustroval jedny z nejznámějších ornitologických knih 19. století.

## Ukázky prací

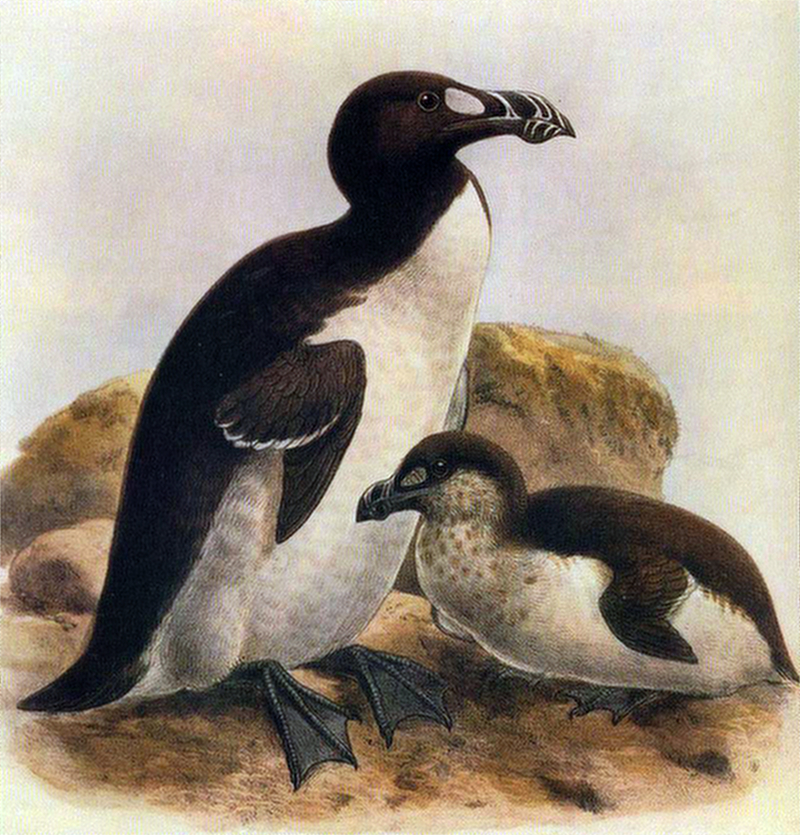
Alka velká
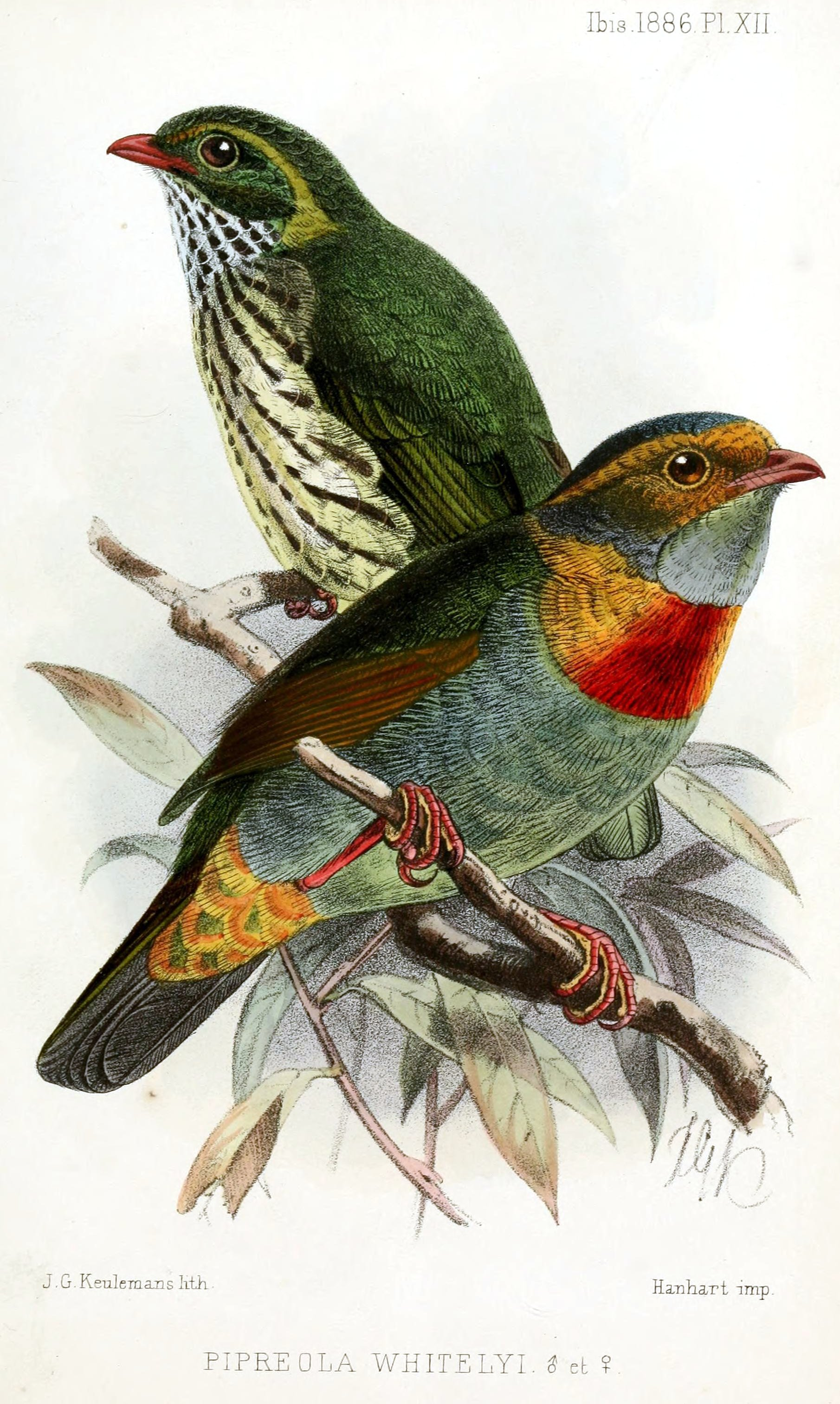
Kotinga červenopásá
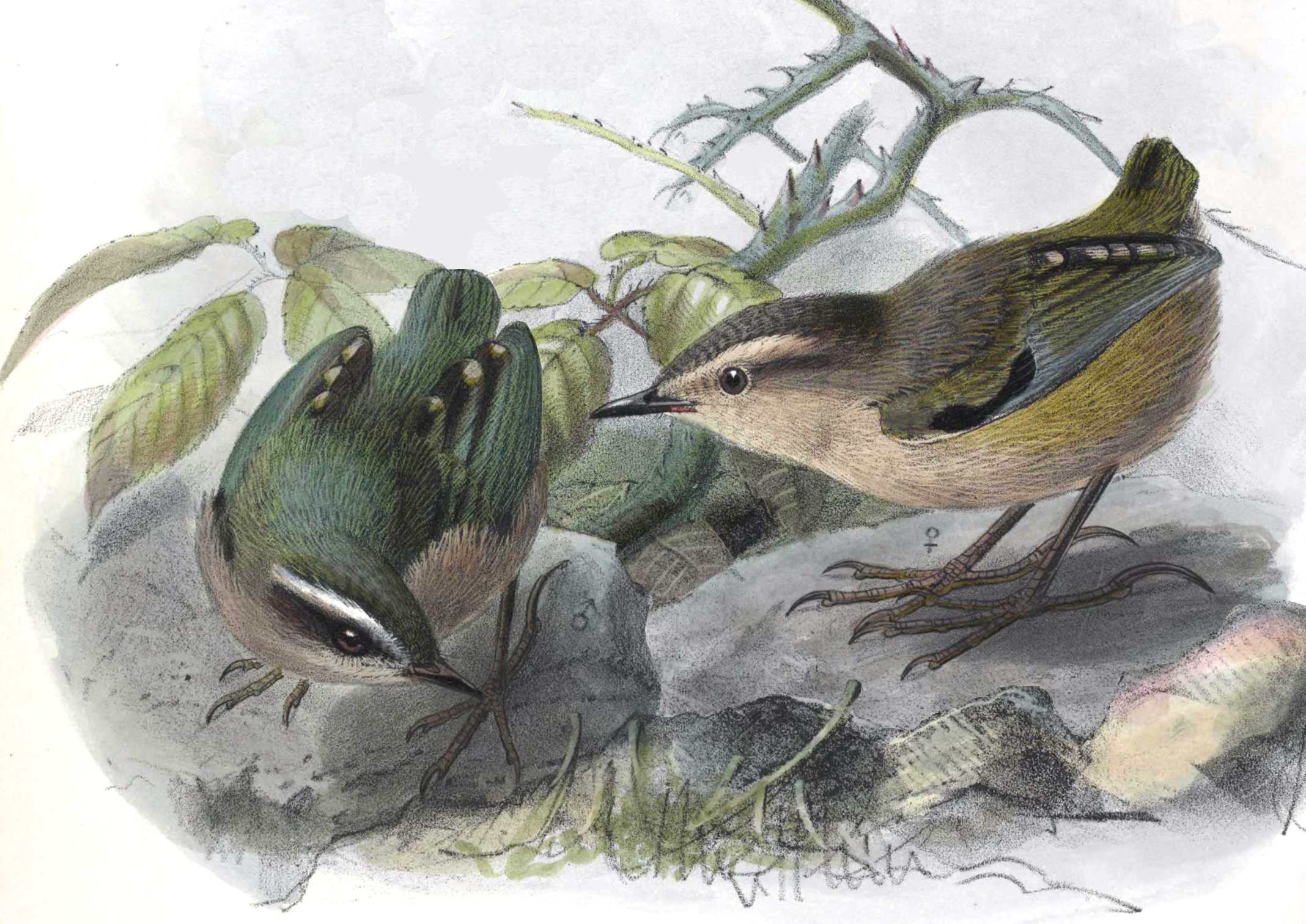
Pokřovník alpínský